# Setauket
Setauket (Setalcott) /= land at the mouth of the river/, maleno pleme američkih Indijanaca s otoka Long Island u New Yorku, koji su bili članovi konfederacije Metoac. Njihovo područje koje su prodali 1655. prostiralo se od ušća Wading Rivera na zapad do Stony Brooka, i možda do Port Jeffersona. Glavno selo nalazilo se na Little Necku, a tu se danas nalazi gradić Setauket. Važniji popglavice bili su im Warrawakin (1655) i Gil (1675).
Danas ih ima oko 500 a žive na sjevernoj strani Brookhaven Town-a, a federalno nisu priznati.